# Pamětice
Pamětice (německy Pamietitz) jsou obec v okrese Blansko v Jihomoravském kraji. Žije zde 272 obyvatel. Leží osm kilometrů severně od Boskovic, sedm kilometrů východně od Letovic a dvanáct kilometrů jižně od Velkých Opatovic. Obec se nachází na úpatí Svárovské vrchoviny (podřízená jednotka Podorlické pahorkatiny) v Boskovické brázdě. Pamětice jsou součástí kulturního regionu Malá Haná. 
Východní část katastru byla osídlena již v pravěku. Vesnice vznikla v období tzv. středověkého klimatického optima ve druhé polovině 12. století nebo na počátku 13. století. Ve 14. a 15. století jsou doloženy vladycké rody, které pravděpodobně sídlily na zaniklé tvrzi v jihozápadní části katastru. Starý řád ukončily klimatické změny a husitské války, které způsobily zánik několika vesnic v okolí (např. Skalakovská Lhota, Střílinsko nebo Lhotka u Vážan).
V roce 1796 ve vsi žilo 196 obyvatel ve 34 domech. V roce 1866 postihl obec velký požár a epidemie cholery. V roce 1887 byl založen hasičský sbor. Za druhé světové války hrozilo obci vypálení nacisty. V letech 1945–1946 probíhal odsun Němců z Československa. Z obce odešlo necelých 20 % místních obyvatel a naprostá většina z nich odešla na Svitavsko (přesněji tzv. jazykový ostrov Hřebečsko). Těsně před touto událostí, na jaře 1945, dosáhl počet obyvatel historického maxima, kdy zde mohlo žít až 300 lidí. Starosta Jaroslav Staněk drží titul nejdéle sloužícího starosty v Jihomoravském kraji. Titul mu byl udělen 22. listopadu 2023 Sdružením místních samospráv ČR.

## Historie

### Pravěk
Katastr obce Pamětice byl obýván odedávna. Archeologické výzkumy prokázaly dávná sídliště ve východní části katastru. Specificky v jeho jihovýchodní části (zvaná Kovářovice) bylo identifikováno sídliště laténské kultury (zhruba 1. století př. n. l.). O něco západněji bylo (část V Dílech) bylo identifikováno sídliště z mladší doby římské (asi 2.–3. století n. l.). Byly tu nalezeny fragmenty obsahu z železářských pecí. Archeologická zpráva nicméně uvádí, že tu nebyla prokázána rozsáhlejší hutnická výroba. Při silnici do Sudic se pálilo vápno, poslední pece zanikly roku 1875. Ve východní části bývaly také nalézány zkameněliny mořských živočichů. 

### Středověk
První zmínka o existenci vesnice pochází z listiny z roku 1145, kdy olomoucký kníže Ota vyměnil pozemky s premonstrátským klášterem v Litomyšli. Tato listina však byla pravděpodobně falzum. První věrohodný záznam lze datovat až do roku 1167. Mnoho historických záznamů již není k dispozici, což ztěžuje přesné určení vzniku vesnice. Nicméně v tomto období skutečně docházelo ke kolonizaci této oblasti a mnoho sousedních obcí vzniklo ve stejné době. Podle historika Ladislava Hosáka byl region Malé Hané ještě na počátku 12. století téměř liduprázdný a významná kolonizace začala až v jeho druhé polovině. Noví osadníci přicházeli zejména z jihu díky příznivým klimatickým podmínkám, které vedly k výraznému růstu populace. V průběhu 13. století byla vesnice ve vlastnictví premonstrátů, což potvrzuje zmínka z roku 1233, kdy byla ves označována jako Pamejtz. Moravský markrabě Přemysl tehdy rozšířil pravomoci kláštera nad touto vsí a dalšími obcemi. Roku 1295 byla ves spolu se sousedními Kladoruby a Vokovem prodána vyšehradskému proboštu Janovi. V této době byly všechny tři vesnice zničeny válkou a část obyvatelstva vymřela. 
Další zmínka o vesnici pochází z roku 1385, a to z listiny o převodu ročních příjmů Oldřicha z Boskovic a jeho synů. V roce 1447 došlo ke sporu mezi Jiřím z Kunštátu, tehdejším majitelem boskovického panství, a Janem, správcem minoritského kláštera. Ze sporu vyplynulo, že příjmy nebyly odváděny pouze z vesnic zmíněných v předchozí listině, ale také z dalších, například z Drválovic a Velenova. V roce 1458 vrátil nový český král Jiří z Poděbrad boskovické panství Vaňkovi Černohorskému z Boskovic jako vyrovnání dluhů. V následujících letech byly k boskovickému panství plně připojeny i Pamětice. Na konci středověku se Pamětice staly součástí konsolidovaného majetku Boskoviců, a další rozvoj ovlivnila renesance za Ladislava z Boskovic.
První záznamy o pamětické šlechtě pocházejí z roku 1382, kdy Markéta z Podolí postoupila svému manželu Pešku z Pamětic svá práva na podolský statek. V roce 1385 je zmíněn další příslušník tohoto rodu, Beneš (či Benešek) z Pamětic, který byl komorníkem moravského markraběte Jošta. Beneš měl na starosti nejen Pamětice, ale i další vesnice na Vyškovsku, nejčastěji zmiňovanou vsí jsou Habrovany. Beneš vlastnil tvrz,[kde?] které se v roce 1394 násilně zmocnil rytíř Jan Moravanský z Kobeřic, ale od roku 1406 byla opět ve vlastnictví pamětické šlechty. Později jsou doloženy další osoby pamětické šlechty, například syn Beneše, Jan z Pamětic a Mikuláš Abeceda z Pamětic. Záznamy pocházejí ze sporů o dvory a vesnice na Vyškovsku. Na přelomu 14. a 15. století se tedy zájmy pamětické šlechty upíraly na vzdálenější místa a sídlo mnoha členů rodu se přesunulo do Habrovan. V tomto období byla moc rodu největší. V jednu chvíli vlastnili Nový hrad u Blanska. Husitské války však naprosto změnily poměry, a poté měly Pamětice již jediného vlastníka, boskovický velkostatek.
Kvůli nedostatku záznamů je otázkou, zda na katastru obce stála tvrz. Pokud ano, muselo se jednat o větší dvůr. V raných katastrech z 18. století existuje jižně od dnešní části obce Amerika lokalita zvaná Hradisko. Na novějších mapách se tato oblast označuje jako Sedliska. Právě zde byla v sedmdesátých letech 20. století nalezena řada keramických střepů z pozdně hradištní doby a vrcholného středověku (tedy od 12. do 14./15. století). Předpokládalo se, že zde mohla být nejen tvrz, ale i sídliště. Pahorek s názvem Hradisko, kde se mohla tvrz nacházet, byl v sedmdesátých letech 20. století vytěžen a jeho velká část zmizela. V průběhu 14. století bylo trendem, že se izolované tvrze opouštěly a šlechta se přesouvala přímo do vesnic, což mohl být i případ Pamětic. Je však složité odhadnout přesné umístění dvora. V dochované gruntovní knize z 16. století nad ostatní statky ve vsi vyčníval svou velikostí a hodnotou statek čp. 7. To však mohla být pouze rychta.
Přelom 15. a 16. století byl obdobím rozvoje a prosperity, v němž klíčovou roli sehrál osvícený šlechtic Ladislav z Boskovic. V roce 1505 udělil svým vsím právo odúmrti, což znamenalo, že osadníci mohli nakládat se svým majetkem bez zásahu vrchnosti. Grunty se tak dědily v rámci jedné rodiny z generace na generaci. Ačkoliv se nepodařilo zjistit, zda toto privilegium platilo i pro Pamětice, pravděpodobnost je vysoká. Ladislavův syn Kryštof tato práva ve třicátých letech 16. století dále rozšířil. Pamětice však již neměly takový význam jako dříve a byly spravovány rychtářem ze Sudic. V roce 1547 Kryštof prodal vesnici uherskému šlechtici Šimonovi Ederovi ze Šťávnice.
Za éry Ederů ze Šťávnice vznikly tzv. gruntovní knihy (tzv. gruntovnice), které mapovaly majetek v jednotlivých vsích. První soupis pro Pamětice vznikl v roce 1555. V roce 1569, po dvacetileté vládě Ederů ze Šťávnice, přešlo boskovické panství do držení nového šlechtického rodu Zástřizlů. Ti si udrželi kontrolu nad regionem dalších 120 let. Po smrti Václava Morkovského ze Zástřizl v roce 1600 zdědila panství jeho vdova, později bratr Bohuš a po něm jeho syn Václav mladší.

### Třicetiletá válka a období po ní
Po bitvě na Bílé hoře v roce 1620 musela část obyvatel Boskovicka odejít kvůli víře do exilu. Mnozí však zůstali věrní husitskému vyznání i dlouho po skončení třicetileté války. Obyvatelé Pamětic dokonce ještě v roce 1697 odmítali pohřby podle katolických obřadů, což vedlo k tomu, že do Pamětic byli vysláni katoličtí mniši, aby zde sloužili mše. Věřící byli původně přifařeni k boskovické faře, kde museli platit desátek, později došlo k obnovení vísecké fary a byli přiřazeni tam.
Boskovické panství spravoval během třicetileté války Václav Morkovský ze Zástřizlů, který zemřel v roce 1632 a zanechal po sobě vdovu Alžbětu Eusebii a tři nezletilé syny. Václav během svého života konvertoval ke katolictví a rekatolizoval boskovické panství s pomocí jezuitských kazatelů. Svůj majetek a výchovu dětí svěřil kardinálu Dietrichštejnovi. Po jeho smrti si synové rozdělili dědictví, přičemž Jan Bohuše převzal Boskovice.   
V Paměticích bylo v roce 1657 zaznamenáno celkem čtrnáct usedlostí různých velikostí, avšak vesnice se během války a krátce po jejím skončení potýkala s úbytkem obyvatelstva a zpustnutím některých gruntů. Tři usedlosti byly opuštěné, což bylo důsledkem válečných škod, hospodářského úpadku, zničení zemědělské půdy a nedostatku pracovních sil. Do roku 1677 došlo v Paměticích k částečné obnově, avšak během tohoto období opustili hospodáři další čtyři usedlosti, což situaci ve vsi dále zhoršilo. Důvodem byly úmrtí hospodářů nebo neschopnost jejich dědiců vykonávat předepsané robotní povinnosti či platit daně. V rámci boskovického panství byly Pamětice středně velkou vsí, srovnatelnou s Lipovou u Protivanova, Valchovem či Mladkovem. Pamětická rychta byla obnovena v původním stavení (čp. 7). Roku 1687 panství připadlo rodu Dietrichštejnů.

### Od tereziánských a josefinských reforem po první světovou válku
Na počátku 18. století přešlo boskovické panství do vlastnictví Františka Xavera z Ditrichštejna. Jeho roli v polovině 18. století převzal Leopold Dietrichštejn.
V polovině 18. století získala pamětická stavení čísla popisná. Prvními čísly byly označeny nejdůležitější stavby jako např. grunty či veřejné budovy. První detailní mapování Pamětic pochází z šedesátých let 18. století z tzv. josefínského mapování. Patrné jsou zde části Dědina (staré centrum), Příhon a jedno stavení v části Amerika. Ještě robustnější jsou tzv. císařské otisky z první poloviny 19. století. Tyto detailní katastrální mapy Pamětic pochází z roku 1826. Jejich význam tkví v tom, že ukazují staré Pamětice ještě před velkým požárem z roku 1866. Většina stavení byla postavena v souladu s tradičními stavebními materiály postavena ze dřeva. Pouze několik budov (čp. 1, 12, 22 a 35) bylo postaveno z kamene nebo cihel. Právě velký požár z roku 1866 způsobil téměř kompletní přestavbu celé návsi. Roku 1887 byl založen hasičský sbor. Pamětická pečeť pochází z roku 1735, má ve znaku umučení páně a je na ní napsáno OBECNI * PECZET * DIEDINY * PAMIETIZ.
Pamětice postihlo neštěstí během prusko-rakouské války v roce 1866. Část populace nakažena morovou nákazou (cholerou), čemuž padlo nemálo obětí. Na přelomu 19. a 20. století se u části Amerika kopala šamotová hlína, avšak kvůli špatným možnostem transportu a podzemním vodám se od těžby odstoupilo. Roku 1911 byla postavena cesta cesta na Sudice, později na Vísky. Roku 1914 pamětičtí muži odcházeli do války. Přilehlé polnosti museli obhospodařovat pouze ženy, děti a starci. Po vsi se také potulovali tyrolští vystěhovalci, kteří obtěžovali místní obyvatelstvo. Do školy se chodilo pomálu, byl kritický nedostatek učitelů. Za války padlo sedm místních mužů. Do ruského zajetí upadlo devět mužů a od italského tři.

### Novodobé dějiny
Roku 1919 byla ve vesnici zřízena elektrická rozvodní síť. Ve dvacátých a třicátých letech probíhala tzv. pozemková reforma, kdy se část půdy přerozdělila menším rolníkům. Reforma se dotkla Pamětic zejména roku 1931, kdy se obec ucházela o lesy na západě katastru od pánů z Boskovic. V zimě 1928/1929 dosáhly sněhové závěje výšky dvou metrů. Aby toho nebylo málo, v létě toho roku zde zuřila prudká bouře, která v lesích vykácela celé paseky. 
Během velké hospodářské krize místní nezaměstnaní občané těžili kameny. Právě místo, kde dnes stojí zbytky kamenolomu bylo získáno roku 1931 díky pozemkové reformě. Roku 1936 byla upravena náves a zřízena kanalizace. V roce 1937 bylo rozhodnuto o stavbě nové hasičského domu, ve stejném roce byla místní zvonice (z roku 1840) nahrazena kapličkou. Dne 25. ledna 1938 večer obyvatelé pozorovali polární záři. Toho roku v okolí zuřila epidemie slintavky a kulhavky, obec však až na jeden případ zůstala ušetřena.
Středem Malé Hané měla procházet říšská dálnice tzv. exteritoriální dálnice Vídeň–Vratislav. Mnoho místních občanů pracovalo právě zde a v jihovýchodní části katastru byl pro ně zřízen tábor s dřevěnými domy, zbytky se zde dají najít dodnes. Místní úsek obstarávala berlínská firma Carl Rose. K občanům se nastěhovávali vedoucí pracovníci, kteří byli buď říšští Němci, či sudetští Němci z Brna. Zatímco chování říšských Němců bylo vynikající, u sudetských se to říci nedalo. Mnoho obyvatel bylo překvapeno dobrými podmínkami oproti místním československým firmám (pracovní doba osm hodin, relativně vysoké mzdy).
V roce 1940 byla vesnice v ohrožení. Nad částí obce Amerika stála asi 25 metrů vysoká dřevěná rozhledna, která byla vybudována pro vojenské účely. Někdo na ni vylezl, pověsil bílé prostěradlo s pěticípou rudou hvězdou a po slezení nařezal hlavní stožáry. Gestapo tehdy obklíčilo obec a hrozilo vypálením. Nikdy se však nic u pamětických občanů nenašlo a za přispění tehdejšího starosty Zvejšky se nic vážného neudálo. Stavba se na Malé Hané zastavila roku 1941 a firma Carl Rose se přesunula do Polska. Firma chtěla vzít do Polska i místní pracovníky, ale mnozí se bránili. Občané se narychlo začali zaměstnávat buď ve zbrojařských továrnách či v zemědělství, aby nemuseli nastoupit do Polska. Roku 1942 kvůli nedostatku pracovních sil byli někteří mladší občané nasazeni do Říšského Německa. V dubnu a květnu 1945 projížděly obcí nekončící kolony vojáků a uprchlíků (včetně Vlasovců), kteří po cestě zahazovali zbraně, aby co nejrychleji unikli sovětským jednotkám. Sovětská armáda obcí neprojela. Bezprostředně po válce začal odsun Němců, okolo padesáti obyvatel (necelých 20 % tehdejší populace) se rozhodlo k osidlování Svitavska.
Do roku 1946 byla v obci nejsilnější Československá strana lidová, dále následovaly strany agrární, malozemědělská a velmi ojediněle komunistická a národně socialistická. Po roce 1948 přišlo znárodnění půdy, které se nejvíce dotklo bohatších statkářů a živnostníků. Roku 1957 bylo založeno jednotné zemědělské družstvo. Na konci šedesátých let byla postavena budova dnešní prodejny se smíšeným zbožím. Roku 1984 se slavnostně otevřel kulturní dům. Prvním starostou v demokratické éře se stal Jaroslav Staněk, který roku 2020 obdržel v Senátu Parlamentu ČR ocenění k třiceti letům služby obci. Roku 2003 byl pod částí Hřesko dokončen místní rybník. Ve stejném roce obec získala v soutěži Vesnice roku bílou stuhu za činnost mládeže a o rok později modrou stuhu za společenský život.

## Přírodní poměry
Pamětice leží na jižním úpatí Podorlické pahorkatiny v Boskovické brázdě. Konkrétněji se v západní části katastru nachází Svárovská vrchovina, přičemž nejvyšší body vrchoviny leží právě v Paměticích. Jsou to vrchy Hora (544 metrů) a Nad Amerikou (553 metrů). Naopak ve východní části se nachází 95 km táhnoucí se sníženina Boskovická brázda (s nejnižším bodem obce 397 metrů). Lesy tvoří asi třetinu plochy katastru. 
Sousedními obcemi jsou Drválovice na severu, Vanovice a Světlá na severovýchodě, Šebetov a Knínice u Boskovic na východě, Vážany, Sudice  na jihovýchodě, Bačov na jihu, Vísky na jihozápadě, Kladoruby na západě, Kochov na severozápadě.

## Obyvatelstvo
V roce 2021 v obci žilo 252 obyvatel. Pamětice se oproti okolním obcím vyznačují vysokou religiozitou (roku 2011 se k římskokatolické církvi hlásilo přes 60 % populace, za ateisty se považovalo pouhých 15 %). V roce 1900 zde žilo 258 obyvatel, z toho všichni české národnosti, drtivá většina rolníci. Katolíků zde bylo 237 (92 %), evangelíků 21 (8 %).
| Rok            | 1869 | 1880 | 1890 | 1900 | 1910 | 1921 | 1930 | 1950 | 1961 | 1970 | 1980 | 1991 | 2001 | 2011 | 2021 |
| -------------- | ---- | ---- | ---- | ---- | ---- | ---- | ---- | ---- | ---- | ---- | ---- | ---- | ---- | ---- | ---- |
| Počet obyvatel | 248  | 256  | 240  | 258  | 270  | 280  | 288  | 240  | 255  | 223  | 216  | 223  | 210  | 234  | 255  |
| Počet domů     | 42   | 45   | 45   | 47   | 47   | 51   | 55   | 60   | 62   | 54   | 52   | 59   | 74   | 87   | 98   |

## Obecní správa
Mezi lety 1869–1985 Pamětice byly obcí v okrese Boskovice (1869–1950) a později v okrese Blansko. Od 1. ledna 1986 do 30. června 1990 patřily jako část města k Letovicím a od 1. července 1990 jsou opět samostatnou obcí.

### Obecní symboly
Znak a vlajka byly obci uděleny rozhodnutím předsedy Poslanecké sněmovny Parlamentu České republiky dne 11. května 2001.

## Seznam starostů a předsedů národního výboru
Po komunálních volbách 2022 je starostou obce Jaroslav Staněk a místostarostou Michal Pospíšil. Zastupitelstvo čítá 7 zastupitelů.
| Období        | Starosta / předseda NV | Doba mandátu | poznámka                            |
| ------------- | ---------------------- | ------------ | ----------------------------------- |
| kolem r. 1890 | František Vondál       |              |                                     |
| kolem r. 1910 | František Pospíšil     |              |                                     |
| 1931–1945     | Josef Zvejška          | 14 let       |                                     |
| 1945–1950     | František Tihoun       | 5 let        | revoluční NV                        |
| 1950–1957     | Stanislav Přikryl      | 7 let        |                                     |
| 1957–1960     | Alois Buriánek         | 3 roky       |                                     |
| 1960–1964     | František Kytner       | 4 roky       |                                     |
| 1964–1976     | Mořic Šmíd             | 12 let       |                                     |
| 1976–1984     | Stanislav Pospíšil     | 8 let        |                                     |
| 1984–1990     | František Klíč         | 6 let        | 1986 se obec stala součástí Letovic |
| 1990–dosud    | Jaroslav Staněk        | 34 let       | 1990 obec opět získala samostatnost |

## Pamětihodnosti
- Kaple
- Pamětický úval – přírodní památka
- Výletiště Skala